# TRS-80

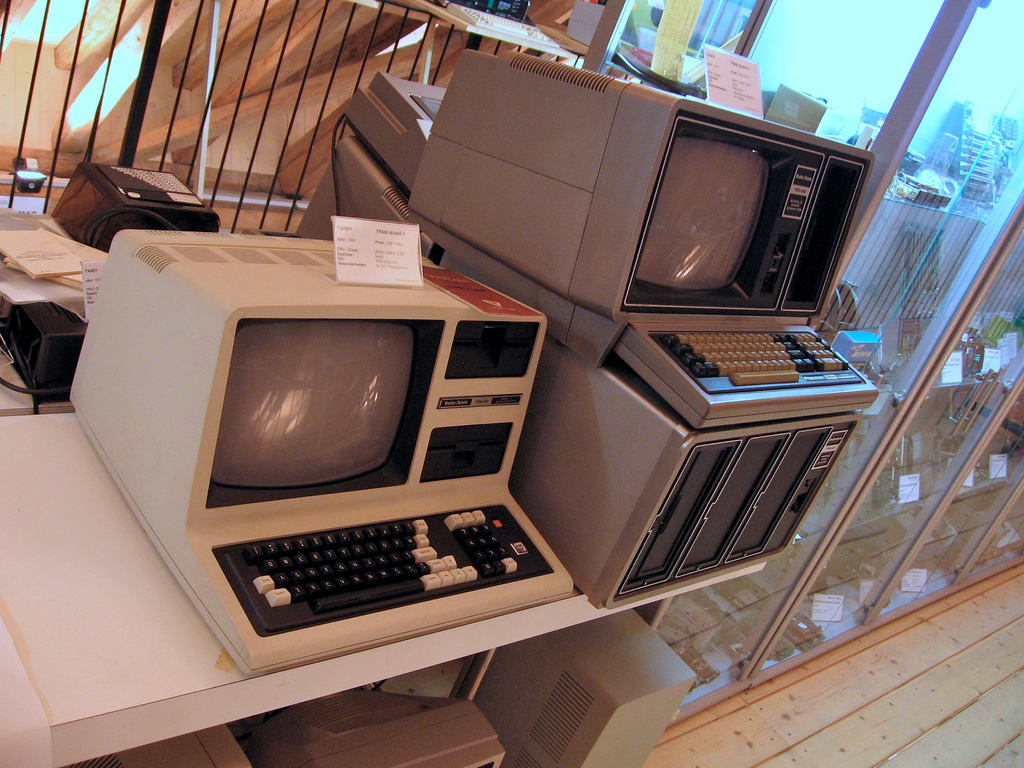
Els TRS-80 Model IV i Model II en un museu.

TRS-80 va ser el nom donat a la línia de microordinadors de Tandy Corporation venuda a través de les botigues RadioShack, a finals dels anys 1970 fins a l'inici dels anys 1980. La línia ha guanyat popularitat amb hobbistes, usuaris domèstics i petits negocis. La posició dominant de «Tandy Corporation» en allò que la revista «Byte» ha anomenat la «Trinitat del 1977» (Apple, Commodore i Tandy) tenia molt a veure amb vendre ordinadors a través de més de 3000 botigues de la seva cadena d'establiments RadioShack (Tandy al Regne Unit). Els trets notables del TRS-80 original incloïen un teclat mecànic QWERTY complet, grandària petita, llenguatge de programació BASIC amb punt flotant, un monitor inclòs, i un preu de partida de 600US$.
Una gran desavantatge del sistema original era la massiva interferència de RF que provocava en l'electrònica circumdant. Això es va convertir en un problema quan va ser decidit que violava les normes de la FCC, i el Model I va ser abandonat en favor del nou Model III.

### TRS-80 Model I

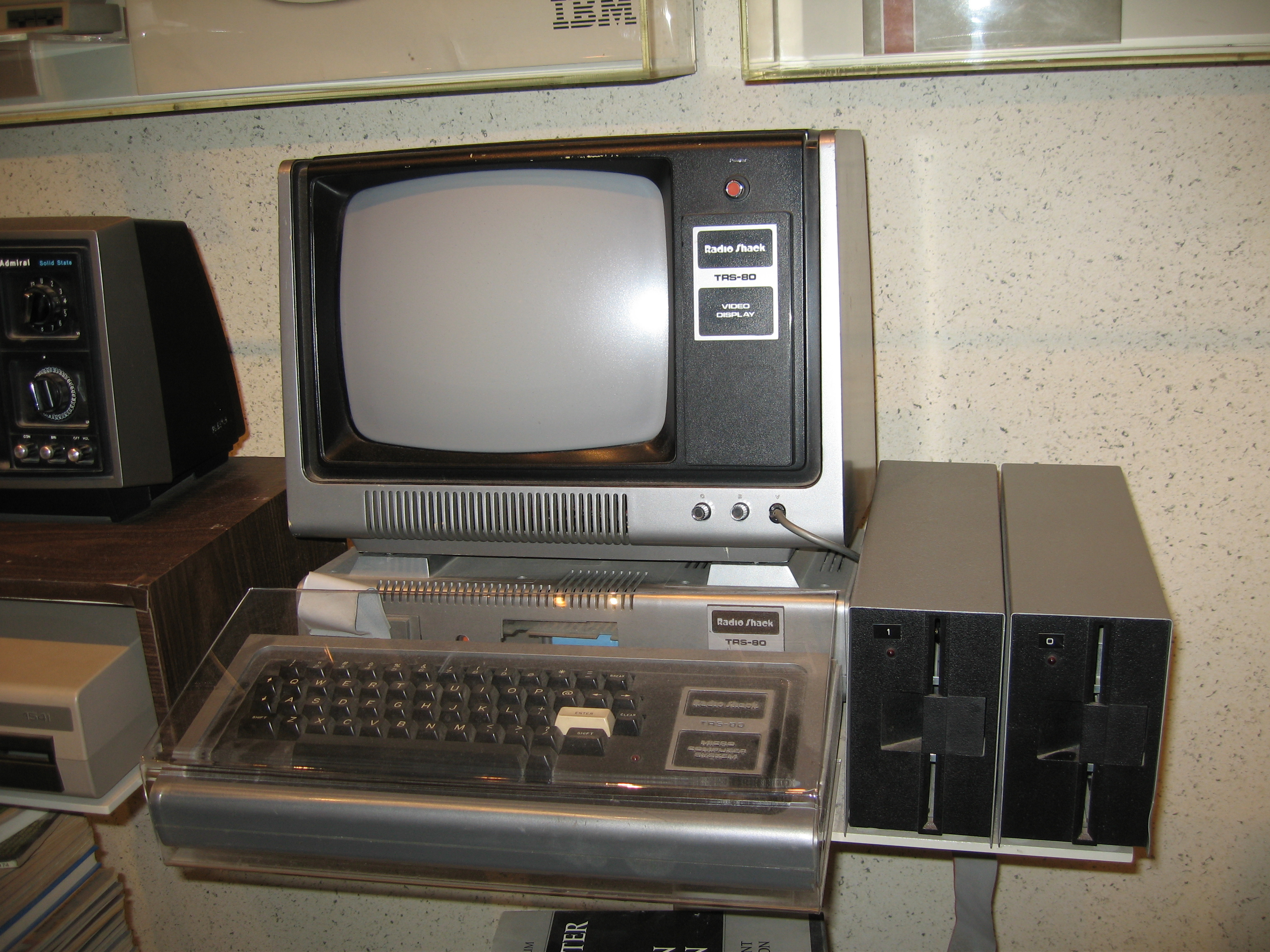
Un TRS-80 Model I amb monitor i dues disqueteres de 5,25".

## Especificacions tècniques

### TRS-80 Model I[2]
Llançat l'agost del 1977.
| UCP            | Zilog Z80 a 1,77 MHz |
| RAM            | 4/16 KiB (expandible a 48 KiB)                                                                                                   |
| VRAM           | 1 KiB |
| ROM            | 4 KiB (Basic Level 1) o 12 KiB (Basic Level 2)                                                                                   |
| Teclat         | mecànic, 53 tecles |
| Monitor        | monitor de 12" (una TV RCA modificada); mode text: 32 x 16 caràcters o 64 x 16 caràcters; mode gràfic: 128 x 48 pixels; monocrom |
| So             | cap |
| Ports          | port d'expansió, casset, TV |
| Emmagatzematge | casset (250 bauds) |

### TRS-80 Model II[3]

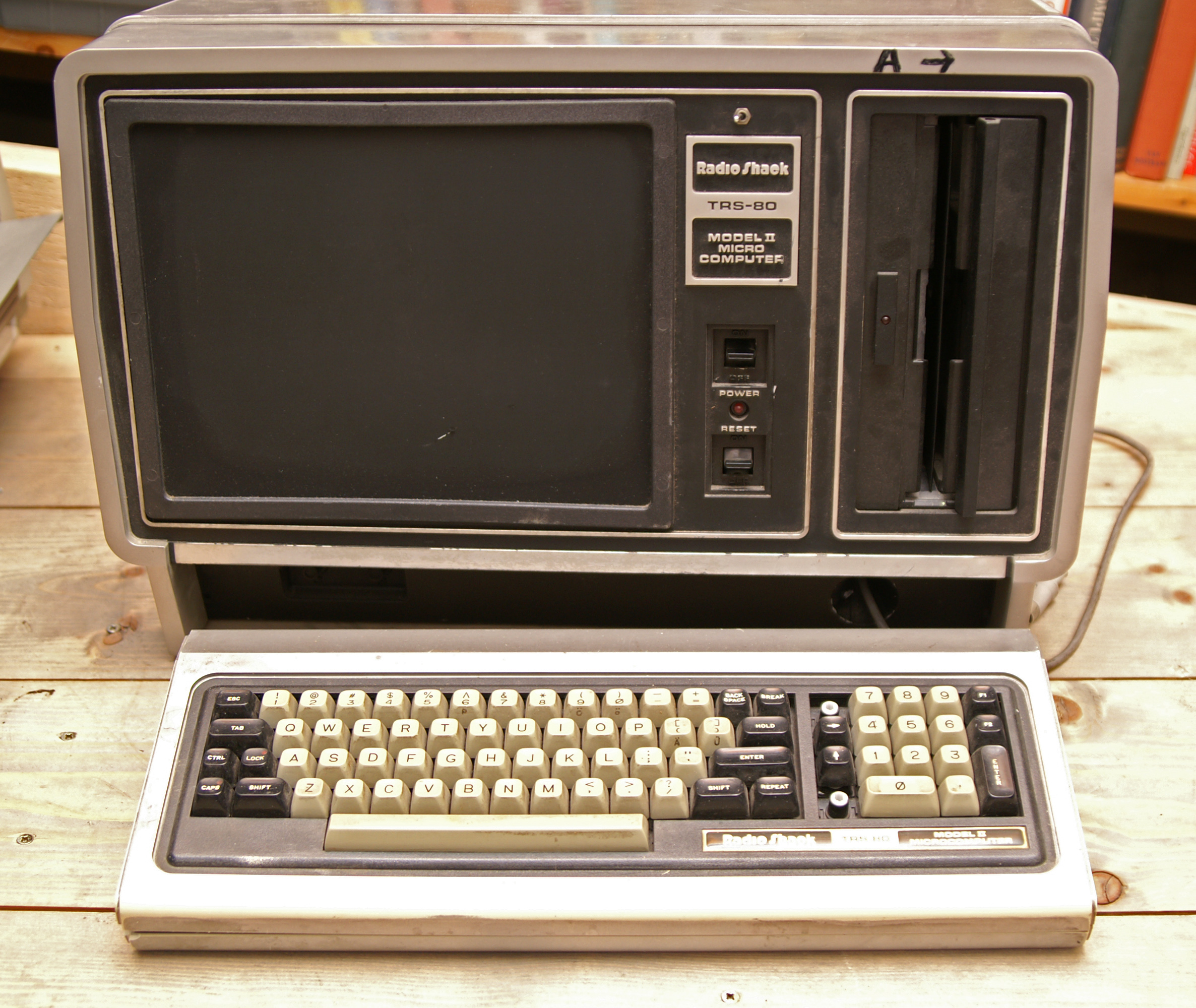
L'obscur Model II.

Alliberat l'octubre del 1979, l'obscur TRS-80 Model II estava pensat per ser un ordinador de negocis per a l'ús en oficines i laboratoris.
| UCP            | Zilog Z80A a 4 MHz                                                                                             |
| RAM            | 32/64 KiB |
| ROM            | ? KiB |
| Teclat         | mecànic, 76 tecles                                                                                             |
| Monitor        | monitor monocrom endollat; mode text: 40 x 24 caràcters o 80 x 24 caràcters; cap mode gràfic                   |
| So             | cap |
| Ports          | 4 ports d'expansió internes («slots»), port Centronics, 2 ports RS232                                          |
| Emmagatzematge | disquetera Shugart de 8" endollat (500 KB) + 3 disqueteres externes (capacitat total d'emmagatzematge: ± 2 MB) |

### TRS-80 Model III[4]

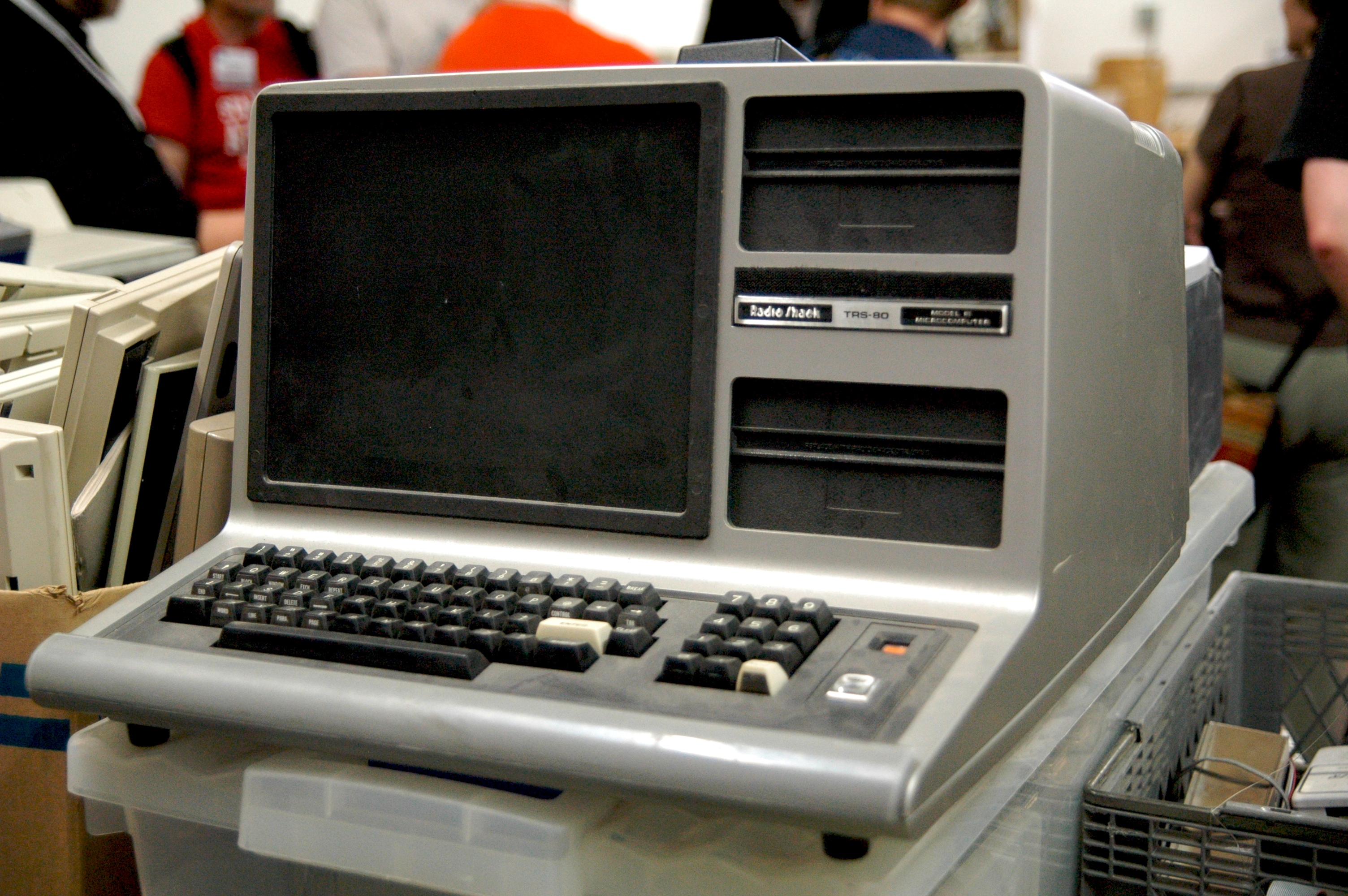
Un TRS-80 Model III sense disqueteres.

El TRS-80 Model III, que va ser produït a partir del 1980, no era plenament compatible amb el Model I.
| UCP            | Zilog Z80A a 2,03 MHz |
| RAM            | 16 KiB (expansible a 48 KiB)                                                                                               |
| VRAM           | 2 KiB |
| ROM            | 14 KiB (Basic Level 2) |
| Teclat         | mecànic, 65 tecles |
| Monitor        | monitor monocrom de 12" endollat; mode text: 32 x 16 caràcters o 64 x 16 caràcters; mode gràfic: 128 x 48 pixels; monocrom |
| So             | cap |
| Ports          | port d'expansió, casset, TV, port sèrie                                                                                    |
| Emmagatzematge | casset (500/1500 bauds); una o dues disqueteres de 5,25" (178 KiB)                                                         |

### TRS-80 Model IV[5]

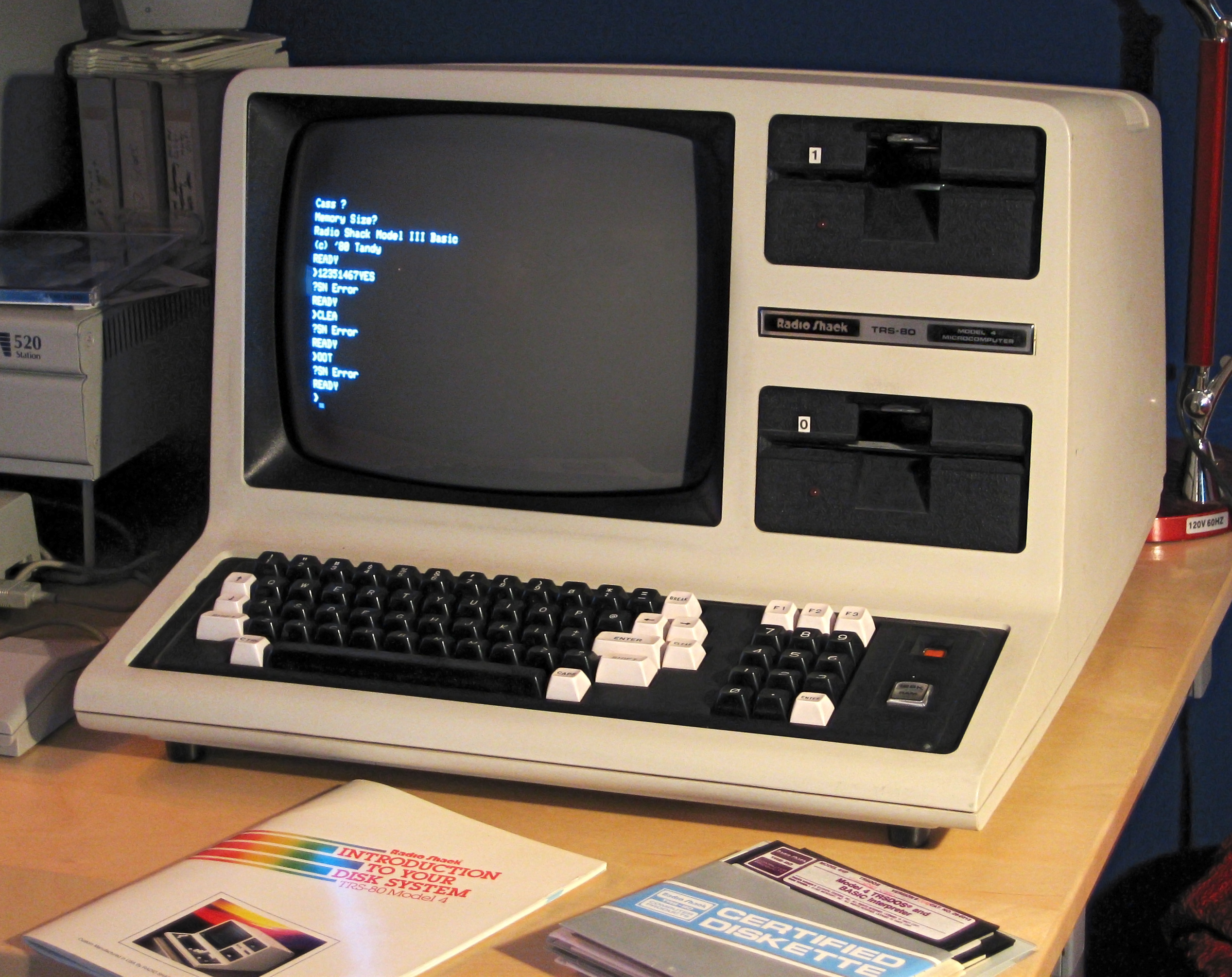
El Model IV.

Llançat el 1983, el TRS-80 Model IV va ser un dels últims ordinadors professionals de 8 bits fets per Tandy Corporation. Era plenament compatible amb el Model III i era seguit pel Model 4D (amb disqueteras de 384 KiB) i per una versió «transportable», el 4P.
| UCP            | Zilog Z80A a 4 MHz                                                                                          |
| RAM            | 64 KiB (expandible a 128 KiB)                                                                               |
| VRAM           | 2 KiB |
| ROM            | 14 KiB (Basic Level 3)                                                                                      |
| Teclat         | mecànic, 70 tecles                                                                                          |
| Monitor        | monitor monocrom de 12" endollat; mode text: 32 x 16, 64 x 16, 64 x 40 i 80 x 24 caràcters; cap mode gràfic |
| So             | altaveu endollat                                                                                            |
| Ports          | port d'expansió, casset, TV, port sèrie                                                                     |
| Emmagatzematge | casset (500/1500 bauds); una o dues disqueteres de 5,25" (184 KiB)                                          |

### TRS-80 Model 4P[6]

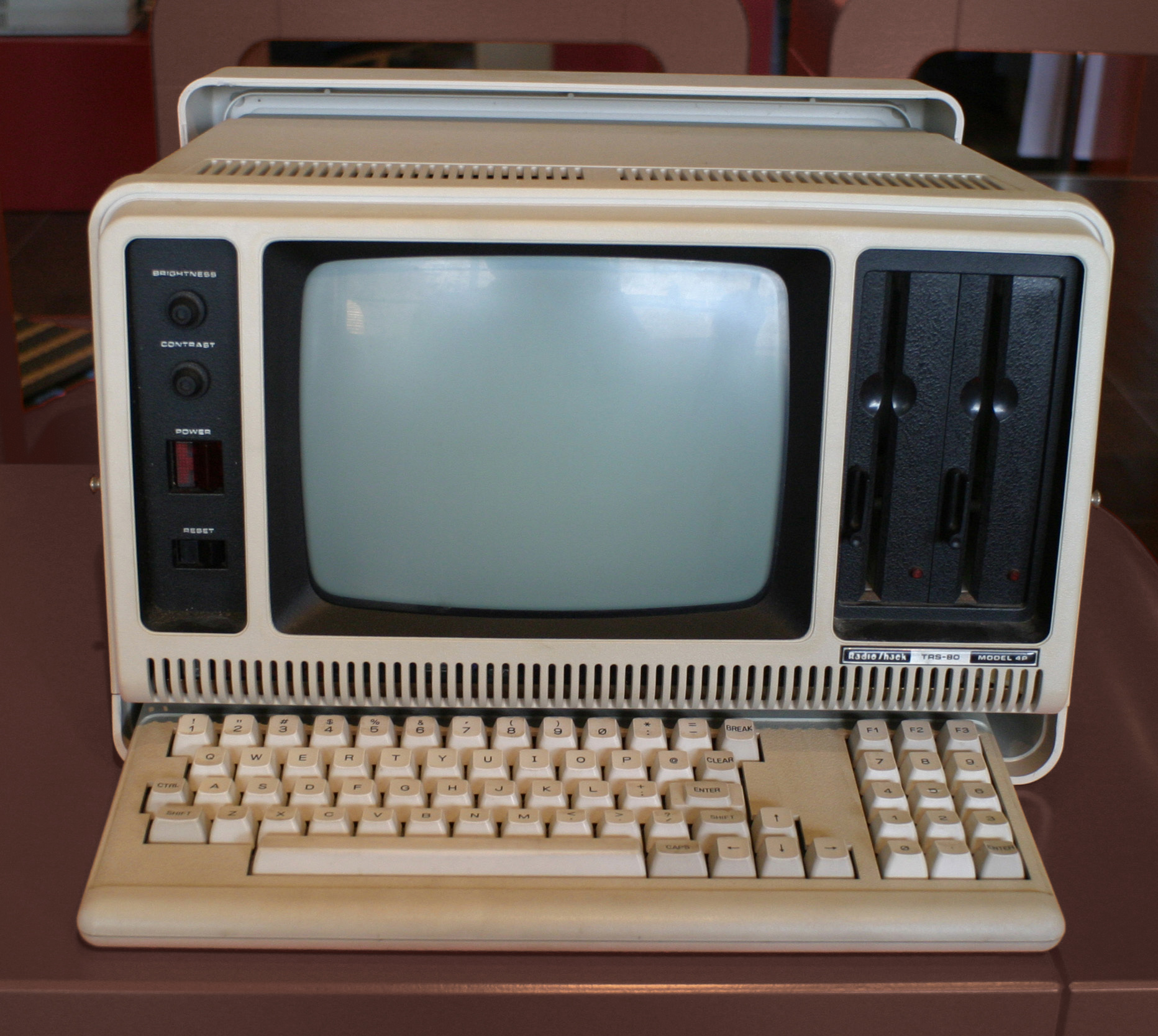
El Model 4P.

Llançat l'octubre de 1983, el TRS-80 Model 4P va ser una versió «transportable» (pesava més de 10 kg) del 4D.
| UCP            | Zilog Z80A a 4 MHz                                                                                         |
| RAM            | 64 KiB (expandible a 128 KiB)                                                                              |
| VRAM           | 2 KiB |
| ROM            | 14 KiB (Basic Level 3)                                                                                     |
| Teclat         | mecànic, 70 tecles                                                                                         |
| Monitor        | monitor monocrom de 9" endollat; mode text: 32 x 16, 64 x 16, 64 x 40 i 80 x 24 caràcters; cap mode gràfic |
| So             | altaveu endollat                                                                                           |
| Ports          | port d'expansió, casset, TV, port sèrie                                                                    |
| Emmagatzematge | casset (500/1500 bauds); una o dues disqueteres de 5,25" (184 KiB); disc dur extern opcional               |